# Slowaaks voetbalelftal in 2016
Het Slowaaks voetbalelftal speelde in totaal veertien officiële interlands in het jaar 2016, waaronder vier duels tijdens het EK voetbal 2016 in Frankrijk. De selectie stond onder leiding van Ján Kozák, de opvolger van de in 2013 weggestuurde Michal Hipp en Stanislav Griga. Op de in 1993 geïntroduceerde FIFA-wereldranglijst steeg Slowakije in 2016 van de 26ste (januari 2016) naar de 25ste plaats (december 2016).

## Balans
| Wedstrijden | Wedstrijden | Wedstrijden | Wedstrijden | Doelpunten | Doelpunten | Doelpunten | Punten |
| Gespeeld    | Winst       | Gelijk      | Verlies     | Voor       | Tegen      | Saldo      | Punten |
| ----------- | ----------- | ----------- | ----------- | ---------- | ---------- | ---------- | ------ |
| 14          | 5           | 5           | 4           | 18         | 12         | +6         | 1.071  |

## Interlands
|                                                     |           |       |         |                                                                                               |
| 25 maart Vriendschappelijk № 252 «onderlinge duels» | Slowakije | 0 – 0 | Letland | Štadión Antona Malatinského, Trnava Toeschouwers: 12.405 Scheidsrechter: Harald Lechner (AUT) |
| 25 maart Vriendschappelijk № 252 «onderlinge duels» |           |       |         | Štadión Antona Malatinského, Trnava Toeschouwers: 12.405 Scheidsrechter: Harald Lechner (AUT) |

|                                                     |                                                |       |                                            |                                                                                    |
| 29 maart Vriendschappelijk № 253 «onderlinge duels» | Ierland                                        | 2 – 2 | Slowakije                                  | Aviva Stadium, Dublin Toeschouwers: 30.217 Scheidsrechter: Ola Hobber Nilsen (NOR) |
| 29 maart Vriendschappelijk № 253 «onderlinge duels» | Shane Long 22' (pen.) James McClean 24' (pen.) |       | 14' Miroslav Stoch 45' (e.d.) Paul McShane | Aviva Stadium, Dublin Toeschouwers: 30.217 Scheidsrechter: Ola Hobber Nilsen (NOR) |

|                                                   |                                              |       |                 |                                                                           |
| 27 mei Vriendschappelijk № 254 «onderlinge duels» | Slowakije                                    | 3 – 1 | Georgië         | Renner Arena, Wels Toeschouwers: 782 Scheidsrechter: Oliver Drachta (AUT) |
| 27 mei Vriendschappelijk № 254 «onderlinge duels» | Adam Nemec 5' Adam Nemec 56' Adam Zreľák 70' |       | 71' Levan Kenia | Renner Arena, Wels Toeschouwers: 782 Scheidsrechter: Oliver Drachta (AUT) |

|                                                             |                 |       |                                                   |                                                                               |
| 29 mei Vriendschappelijk № 255 «onderlinge duels» 17:45 uur | Duitsland       | 1 – 3 | Slowakije                                         | WWK ARENA, Augsburg Toeschouwers: 22.100 Scheidsrechter: Serge Gumienny (BEL) |
| 29 mei Vriendschappelijk № 255 «onderlinge duels» 17:45 uur | Mario Gómez 13' |       | 41' Marek Hamšík 44' Michal Ďuriš 52' Juraj Kucka | WWK ARENA, Augsburg Toeschouwers: 22.100 Scheidsrechter: Serge Gumienny (BEL) |

|                                                             |           |       |               |                                                                                              |
| 4 juni Vriendschappelijk № 256 «onderlinge duels» 20:45 uur | Slowakije | 0 – 0 | Noord-Ierland | Štadión Antona Malatinského, Trnava Toeschouwers: 18.111 Scheidsrechter: Radu Petrescu (ROM) |
| 4 juni Vriendschappelijk № 256 «onderlinge duels» 20:45 uur |           |       |               | Štadión Antona Malatinského, Trnava Toeschouwers: 18.111 Scheidsrechter: Radu Petrescu (ROM) |

| EK 2016 |
| ------- |

|                                                            |                                     |       |                 |                                                                                               |
| 11 juni EK 2016 Groep B № 257 «onderlinge duels» 18:00 uur | Wales                               | 2 – 1 | Slowakije       | Nouveau Stade Bordeaux, Bordeaux Toeschouwers: 37.831 Scheidsrechter: Svein Oddvar Moen (NOR) |
| 11 juni EK 2016 Groep B № 257 «onderlinge duels» 18:00 uur | Gareth Bale 10' Hal Robson-Kanu 81' |       | 61' Ondrej Duda | Nouveau Stade Bordeaux, Bordeaux Toeschouwers: 37.831 Scheidsrechter: Svein Oddvar Moen (NOR) |

|                                                            |                      |       |                                     | |
| 15 juni EK 2016 Groep B № 258 «onderlinge duels» 15:00 uur | Rusland              | 1 – 2 | Slowakije                           | Grand Stade Lille Métropole, Villeneuve-d'Ascq Toeschouwers: 38.989 Scheidsrechter: Damir Skomina (SLO) |
| 15 juni EK 2016 Groep B № 258 «onderlinge duels» 15:00 uur | Denis Gloesjakov 80' |       | 32' Vladimír Weiss 45' Marek Hamšík | Grand Stade Lille Métropole, Villeneuve-d'Ascq Toeschouwers: 38.989 Scheidsrechter: Damir Skomina (SLO) |

|                                                            |           |       |          | |
| 20 juni EK 2016 Groep B № 259 «onderlinge duels» 21:00 uur | Slowakije | 0 – 0 | Engeland | Stade Geoffroy-Guichard, Saint-Étienne Toeschouwers: 39.051 Scheidsrechter: Carlos Velasco Carballo (ESP) |
| 20 juni EK 2016 Groep B № 259 «onderlinge duels» 21:00 uur |           |       |          | Stade Geoffroy-Guichard, Saint-Étienne Toeschouwers: 39.051 Scheidsrechter: Carlos Velasco Carballo (ESP) |

|                                                                   |                                                      |       |           | |
| 26 juni EK 2016 Achtste finale № 260 «onderlinge duels» 18:00 uur | Duitsland                                            | 3 – 0 | Slowakije | Grand Stade Lille Métropole, Villeneuve-d'Ascq Toeschouwers: 44.312 Scheidsrechter: Szymon Marciniak (POL) |
| 26 juni EK 2016 Achtste finale № 260 «onderlinge duels» 18:00 uur | Jérôme Boateng 8' Mario Gómez 43' Julian Draxler 63' |       |           | Grand Stade Lille Métropole, Villeneuve-d'Ascq Toeschouwers: 44.312 Scheidsrechter: Szymon Marciniak (POL) |

|  |  |  |  |  |  |  |  |  |

|                                                                             |           |                    |          |                                                                                              |
| 4 september Kwalificatie WK 2018 Groep F № 261 «onderlinge duels» 20:45 uur | Slowakije | 0 – 1              | Engeland | Štadión Antona Malatinského, Trnava Toeschouwers: 18.111 Scheidsrechter: Milorad Mažić (SRB) |
| 4 september Kwalificatie WK 2018 Groep F № 261 «onderlinge duels» 20:45 uur |           | 90+5' Adam Lallana |          | Štadión Antona Malatinského, Trnava Toeschouwers: 18.111 Scheidsrechter: Milorad Mažić (SRB) |

|                                                                           |                    |       |           |                                                                                     |
| 8 oktober Kwalificatie WK 2018 Groep F № 262 «onderlinge duels» 18:00 uur | Slovenië           | 1 – 0 | Slowakije | Stožicestadion, Ljubljana Toeschouwers: 10.492 Scheidsrechter: Nicola Rizzoli (ITA) |
| 8 oktober Kwalificatie WK 2018 Groep F № 262 «onderlinge duels» 18:00 uur | Rok Kronaveter 74' |       |           | Stožicestadion, Ljubljana Toeschouwers: 10.492 Scheidsrechter: Nicola Rizzoli (ITA) |

|                                                                            |                                              |       |           | |
| 11 oktober Kwalificatie WK 2018 Groep F № 263 «onderlinge duels» 20:45 uur | Slowakije                                    | 3 – 0 | Schotland | Štadión Antona Malatinského, Trnava Toeschouwers: 11.098 Scheidsrechter: Markus Strömbergsson (SWE) |
| 11 oktober Kwalificatie WK 2018 Groep F № 263 «onderlinge duels» 20:45 uur | Róbert Mak 18' Róbert Mak 56' Adam Nemec 68' |       |           | Štadión Antona Malatinského, Trnava Toeschouwers: 11.098 Scheidsrechter: Markus Strömbergsson (SWE) |

|                                                                             |                                                                   |       |          | |
| 11 november Kwalificatie WK 2018 Groep F № 264 «onderlinge duels» 20:45 uur | Slowakije                                                         | 4 – 0 | Litouwen | Štadión Antona Malatinského, Trnava Toeschouwers: 9.653 Scheidsrechter: Anastasios Sidiropoulos (GRE) |
| 11 november Kwalificatie WK 2018 Groep F № 264 «onderlinge duels» 20:45 uur | Adam Nemec 12' Juraj Kucka 15' Martin Škrtel 36' Marek Hamšík 86' |       |          | Štadión Antona Malatinského, Trnava Toeschouwers: 9.653 Scheidsrechter: Anastasios Sidiropoulos (GRE) |

|                                                                  |            |       |           |                                                                                   |
| 15 november Vriendschappelijk № 265 «onderlinge duels» 20:45 uur | Oostenrijk | 0 – 0 | Slowakije | Ernst Happel Stadion, Wenen Toeschouwers: 14.200 Scheidsrechter: Kevin Blom (NED) |
| 15 november Vriendschappelijk № 265 «onderlinge duels» 20:45 uur |            |       |           | Ernst Happel Stadion, Wenen Toeschouwers: 14.200 Scheidsrechter: Kevin Blom (NED) |

## FIFA-wereldranglijst
| JAN | FEB | MAR | APR | MEI | JUN | JUL | AUG | SEP | OKT | NOV | DEC |
| --- | --- | --- | --- | --- | --- | --- | --- | --- | --- | --- | --- |
| 26  | 25  | 26  | 32  | 32  | 24  | 23  | 24  | 28  | 26  | 25  | 25  |

## Statistieken
| Matúš Kozáčik     | 1983-12-27 | Viktoria Plzeň        | 11 | 0 | 0 | 25  | 0  |
| Ján Mucha         | 1982-12-05 | Slovan Bratislava     | 2  | 0 | 0 | 46  | 0  |
| Ján Novota        | 1983-11-29 | Rapid Wien            | 1  | 1 | 0 | 4   | 0  |
| Martin Dúbravka   | 1989-01-15 | Slovan Liberec        | 0  | 1 | 0 | 2   | 0  |
| Verdediging       |            |                       |    |   |   |     |    |
| Martin Škrtel     | 1984-12-15 | Fenerbahçe            | 11 | 0 | 1 | 88  | 6  |
| Ján Ďurica        | 1981-11-10 | Trabzonspor           | 11 | 0 | 0 | 87  | 4  |
| Peter Pekarík     | 1986-10-30 | Hertha BSC            | 10 | 0 | 0 | 73  | 2  |
| Tomáš Hubočan     | 1985-09-17 | Olympique Marseille   | 7  | 0 | 0 | 50  | 0  |
| Milan Škriniar    | 1995-02-11 | Sampdoria             | 4  | 3 | 0 | 7   | 0  |
| Kornel Saláta     | 1985-01-24 | Slovan Bratislava     | 4  | 1 | 0 | 40  | 2  |
| Norbert Gyömbér   | 1992-07-03 | Pescara               | 2  | 2 | 0 | 16  | 0  |
| Lukáš Tesák       | 1985-03-08 | FK Arsenal Toela      | 1  | 1 | 0 | 4   | 0  |
| Lukáš Pauschek    | 1992-12-09 | FK Mladá Boleslav     | 1  | 0 | 0 | 5   | 0  |
| Middenveld        |            |                       |    |   |   |     |    |
| Marek Hamšík      | 1987-07-27 | SSC Napoli            | 12 | 0 | 3 | 105 | 20 |
| Vladimír Weiss    | 1989-11-30 | Al-Gharafa            | 9  | 1 | 1 | 58  | 5  |
| Juraj Kucka       | 1987-02-26 | AC Milan              | 9  | 0 | 2 | 54  | 6  |
| Dušan Švento      | 1985-08-01 | Slavia Praag          | 7  | 6 | 0 | 47  | 1  |
| Patrik Hrošovský  | 1992-04-22 | Viktoria Plzeň        | 7  | 2 | 0 | 16  | 0  |
| Ján Greguš        | 1991-01-29 | FC Kopenhagen         | 5  | 3 | 0 | 11  | 0  |
| Ondrej Duda       | 1994-12-15 | Hertha BSC            | 4  | 3 | 1 | 14  | 2  |
| Erik Sabo         | 1991-11-22 | Beitar Jeruzalem      | 4  | 2 | 0 | 12  | 0  |
| Viktor Pečovský   | 1983-05-24 | MŠK Žilina            | 4  | 1 | 0 | 35  | 1  |
| Jakub Holúbek     | 1991-01-12 | MŠK Žilina            | 2  | 1 | 0 | 3   | 0  |
| Matúš Bero        | 1995-09-06 | Trabzonspor           | 2  | 1 | 0 | 3   | 0  |
| Filip Kiss        | 1990-10-13 | FK Haugesund          | 0  | 3 | 0 | 11  | 0  |
| František Kubík   | 1989-03-14 | Slovan Bratislava     | 0  | 1 | 0 | 3   | 0  |
| Albert Rusnák     | 1994-07-07 | FC Groningen          | 0  | 1 | 0 | 1   | 0  |
| Stanislav Lobotka | 1994-11-25 | FC Nordsjælland       | 0  | 1 | 0 | 1   | 0  |
| Aanval            |            |                       |    |   |   |     |    |
| Róbert Mak        | 1991-03-08 | Zenit Sint-Petersburg | 9  | 1 | 2 | 34  | 9  |
| Michal Ďuriš      | 1988-06-01 | Viktoria Plzeň        | 8  | 4 | 1 | 34  | 4  |
| Adam Nemec        | 1985-09-02 | Dinamo Boekarest      | 3  | 5 | 4 | 27  | 8  |
| Miroslav Stoch    | 1989-10-19 | Fenerbahçe            | 1  | 3 | 1 | 52  | 6  |
| Stanislav Šesták  | 1982-12-16 | Ferencvárosi TC       | 1  | 3 | 0 | 62  | 12 |
| Adam Zreľák       | 1994-05-05 | FK Jablonec           | 1  | 0 | 1 | 2   | 1  |
| Róbert Vittek     | 1982-04-01 | Debreceni VSC         | 1  | 0 | 0 | 82  | 23 |
| Marek Bakoš       | 1983-04-15 | Viktoria Plzeň        | 0  | 1 | 0 | 14  | 0  |